# Благовест Марев
Благовест Тодоров Марев е бивш български футболист и настоящ състезател по футзал.
Състезава се за Хибърниънс Малта. Висок е 171 см. и тежи 70 кг. Син на легендарния футболист на Черно море Тодор Марев. В Хибърниънс, МФК Варна и Гранд Про е съотборник с брат си Бойчо Марев. Марев е част от Националния отбор по футзал на България.

## Кариера
Марев е юноша на ПФК Черно море (Варна). След като напуска отбора от родния си град, той преминава през клубовете Добруджа и Калиакра. От 2007 до 2009 г. Марев е част от един от най-добрите български отбори по футзал МФК Варна. През 2009 – 2010 г. се състезава за хърватцкия Битумина. След като се завръща в България играе последователно за Гранд Про, МФК Варна и Одесос Хидроремнт. През 2013 преминава в малтийския Хибърниънс с който става шампион на Малта. С него са свързани и най-големите успехи на Националния ни отбор по футзал.